# ماشین کشتار
ماشین کشتار (به انگلیسی: Killing Machine) عنوان پنجمین آلبوم استودیویی گروه هوی متال بریتانیایی جوداس پریست است که با همکاری شرکت کلمبیا رکوردز در ۹ اکتبر، ۱۹۷۸ منتشر شد. این آلبوم در آمریکا با عنوان گمراه به طرفداری از چرم منتشر شده است. ماشین کشتار در سال ۲۰۰۱ دوباره ضبط و منتشر شد که در این نسخه دو قطعه اهدایی نیز وجود داشت.

## فهرست آهنگ‌ها
| شماره | نام آهنگ                           | آهنگساز(ها)                            | مدت  |
| ----- | ---------------------------------- | -------------------------------------- | ---- |
| ۱     | «تحویل کالاها»                     | راب هالفرد، کی.کی. داونینگ، گلن تیپتون | ۴:۱۶ |
| ۲     | «تا ابد راک»                       | (هالفرد، داونینگ، تیپتون)              | ۳:۱۶ |
| ۳     | «ستاره ناهید»                      | (هالفرد، تیپتون)                       | ۴:۰۶ |
| ۴     | «گمراه به طرفداری از چرم»          | (تیپتون)                               | ۲:۴۱ |
| ۵     | «به مصاف دنیا برو»                 | (هالفرد، تیپتون)                       | ۳:۰۰ |
| ۴     | «سوزاندن»                          | (هالفرد، تیپتون)                       | ۴:۰۷ |
| ۶     | «مانالیشی سبز(با دو تاج چنگک دار)» | پیتر گرین                              | ۳:۲۳ |
| ۷     | «ماشین کشتار»                      | (تیپتون)                               | ۳:۰۱ |
| ۸     | «وحشیانه راندن»                    | (تیپتون)                               | ۲:۵۸ |
| ۹     | «قبل از طلوع»                      | (هالفرد، داونینگ، تیپتون)              | ۳:۲۳ |
| ۱۰    | «فانتزی‌های پلید»                   | (هالفرد، داونینگ، تیپتون)              | ۴:۱۵ |

### قطعه‌های اهدایی در نسخه ۲۰۰۱
| شماره | نام آهنگ                                                             | آهنگساز(ها)                            | مدت  |
| ----- | -------------------------------------------------------------------- | -------------------------------------- | ---- |
| ۱     | «برای زندگیت مبارزه کن»(ضبط در ۱۹۸۲ همراه با آلبوم خروش برای انتقام) | راب هالفرد، کی.کی. داونینگ، گلن تیپتون | ۴:۰۶ |
| ۲     | «راندن بر باد»(اجرای زنده ۱۹۸۳ آمریکا)»                              | (هالفرد، داونینگ، تیپتون)              | ۳:۱۶ |

## اعضای گروه
- راب هالفرد - خواننده
- کی.کی. داونینگ - گیتار
- گلن تیپتون - گیتار
- یان هیل - گیتار باس
- لس باینکز - درامز